# 세지서초등학교
세지서초등학교는 대한민국 전라남도 나주시 세지면 송제리 678에 있었던 초등학교이다.

## 연혁
- 1962년 11월 10일 세지서국민학교 개교
- 1996년 3월 1일 세지서초등학교로 개칭
- 1999년 9월 1일 폐교(세지초등학교로 통합)